# 杜赫切
51°2′30″N 25°17′21″E / 51.04167°N 25.28917°E
杜赫切（羅馬化：Dukhche）是烏克蘭的村落，位於該國西部沃倫州，由盧茨克區負責管轄，始建於1887年，面積2.29平方公里，海拔高度172米，2001年人口646，人口密度每平方公里282.1人。